# Horst Arnold (Politiker)

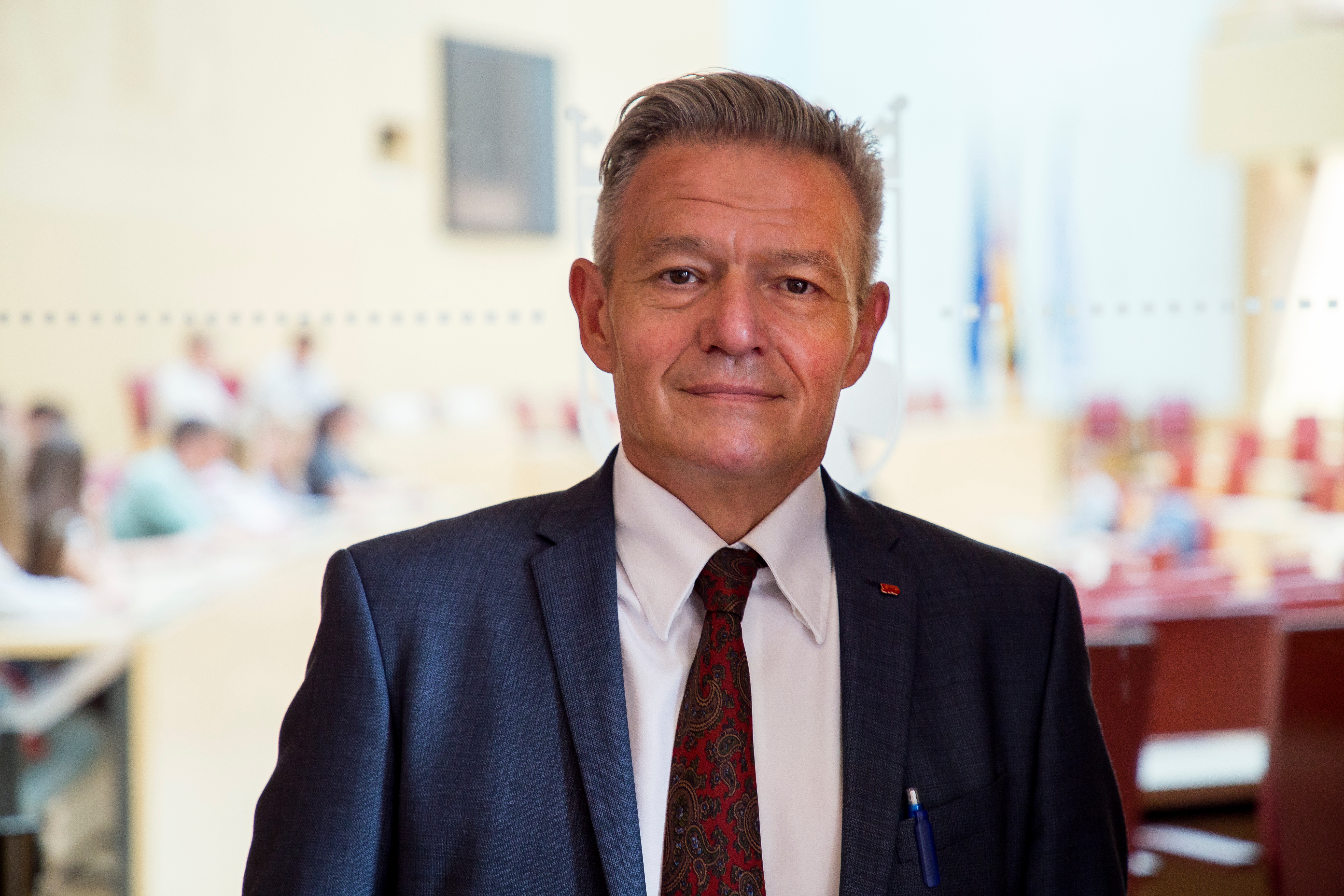
Horst Arnold (2017)

Horst Arnold (* 8. April 1962 in Aschaffenburg) ist ein deutscher Richter und Politiker der SPD. Seit 2008 ist er Mitglied des Bayerischen Landtags.

## Leben
Horst Arnold studierte von 1982 bis 1989 Rechtswissenschaften an der Universität Erlangen-Nürnberg. Von 1989 bis zum 2. Januar 1992 war er Rechtsreferendar am Oberlandesgericht Nürnberg. Vom 1. März 1992 bis zum 14. August 1999 war er Staatsanwalt bei der Staatsanwaltschaft Nürnberg, danach bis zu seinem Amtsantritt als Landtagsabgeordneter am 20. Oktober 2008 Richter am Amtsgericht Fürth.
Arnold ist seit dem 1. Mai 1978 Mitglied der SPD. Ab 1992 war er stellvertretender Kreisvorsitzender der SPD Fürth, seit 2002 ist er deren Vorsitzender. Nach einer erfolglosen Kandidatur 2003 wurde er bei der Landtagswahl 2008 über die Wahlkreisliste Mittelfranken der SPD in den Bayerischen Landtag gewählt, dem er seitdem angehört. Im Landtag wurde er zunächst Mitglied in den Ausschüssen für Recht, Verfassung und Parlamentsfragen sowie für Ernährung, Landwirtschaft und Forsten.
Ende September 2012 wurde bekannt, dass Arnold an einer Alkoholkrankheit leidet und sich in Therapie begeben wolle, deswegen wurde seine Nominierung für den Landtag ausgesetzt. Die Krankheit hat er überwunden. Im Januar 2013 wurde er erneut als Direktkandidat im Stimmkreis Stadt Fürth, Oberasbach, Stein und Zirndorf für den Bayerischen Landtag nominiert. Während der 17. Legislaturperiode des Bayerischen Landtages war Arnold Vorsitzender des Untersuchungsausschusses zur „Modellbauaffäre“ der früheren Staatskanzlei-Chefin Christine Haderthauer (CSU).
Am 11. November 2017 wurde Arnold als Direktkandidat vom SPD-Kreisverband Fürth erneut für die Landtagswahl am 14. Oktober 2018 nominiert. Mit der höchsten Gesamtstimmenzahl der SPD-Bewerber im Wahlkreis Mittelfranken zog er erneut in den Landtag ein.
Am 25. Oktober 2018 wurde er als Nachfolger von Markus Rinderspacher zum Vorsitzenden der SPD-Landtagsfraktion gewählt. Er setzte sich im dritten Wahlgang mit 13 zu acht Stimmen gegen Florian von Brunn durch, nachdem vorher zwei Mal Stimmengleichheit geherrscht hatte. Des Weiteren ist Arnold Mitglied des Parlamentarischen Kontrollgremiums und Mitglied der Richterinnen- und Richter-Wahl-Kommission.
Zur Mitte der Legislaturperiode kam es am 19. Mai 2021 erneut zum Stechen um den Fraktionsvorsitz zwischen Horst Arnold und Florian von Brunn. Dieses Mal konnte sich knapp der neue Landesvorsitzende der BayernSPD von Brunn mit zwölf zu zehn Stimmen durchsetzen. Seit 11. Juni 2021 ist Arnold neuer Sprecher für Recht und Verfassung der BayernSPD-Landtagsfraktion.
Bei der Landtagswahl 2023 zog er erneut in den Landtag ein.
Arnold wohnt in Fürth. Sein Abgeordnetenbüro befindet sich in der Hirschenstraße 24.
Arnold ist verheiratet und Vater von drei Kindern. Er ist römisch-katholischer Konfession.